# Raportul Brundtland
În raportul Brundtland, Our common Future, al Comisiei Brundtland (comisie ce a fost creată de către Statele Unite ale Americii în 1987 pentru a examina degradarea mediului global), sustenabilitatea este definită ca „satisfacerea nevoilor de azi fără a compromite capacitatea generațiilor viitoare de a-și satisface propriile nevoi”. Dezbaterea s-a concentrat în curând în jurul valorii relative a cuvântului „nevoie” și asupra faptului că „nevoile” variază pe scară largă în diferite părți ale lumii, în funcție de gradul de dezvoltare.
În orice caz definiția Comisiei Brundtland a stabilit intenția esențială de compromis, în special în ceea ce privește conservarea resurselor neregenerabile și o înțelegere mai realistică a rețelei economice ce determină utilizarea resurselor în lume. Datorită acestor baze teoretice și a originilor instituționale ale termenului, sustenabilitatea îmbrățisează următoarele opt probleme:
1. Capitalul de resurse
2. Energia încorporată
3. Comunitatea globală
4. Economia
5. Regenerabilitatea
6. Înțelepciunea tradițională
7. Schimbarea instituțională
8. Tehnologia

## Capitalul de resurse
Atât Comisia Brundtland cât și Conferința de la Rio au subliniat necesitatea unei abordări noi față de resurse, în special a celor non-regenerabile, propunând un „produs verde național” (pentru a înlocui produsul național brut), ce va exclude resursele non-regenerabile și va oferi o valoare mai realistică altora. Acest lucru va permite de asemenea națiunilor dezvoltate și celor nedezvoltate să beneficieze de un randament echitabil al resurselor lor valoroase, mai degrabă decât forțându-le să folosească aceste resurse pentru a-și plăti datoriile.

## Energia încorporată
Energia încorporată acoperă toată energia necesară pentru a procesa, transporta și asambla un material sau resursă. Nu există o singură sursă disponibilă celor care doresc să calculeze o astfel de energie, arătând încet modul în care aceste idei au fost puse în aplicare.

## Comunitatea globală
Problema resurselor de capital se extinde spre o mai mare conștientizare a responsabilității socio-economice la nivel mondial a arhitectului, care trebuie „să gândească global, dar să acționeze local” în specificarea materialelor și să înțeleagă ramificațiile alegerilor făcute.

## Economia
Noua responsabilitate ecologică necesită din partea arhitectului să fie deschis altor domenii și să se documenteze pe scară largă cu privire la problemele socio-economice, astfel încât să ia decizii bazate pe o bună informare. Acest lucru nu este ușor într-o profesie care poate fi foarte „insulară”.

## Regenerabilitatea
Toate aceste considerații conduc la un nou mod de a privi materialele și forma, înlocuind resursele limitate cu materialele regenerabile. Acest lucru presupune să privești dincolo de modă pentru o abordare mai durabilă a proiectării.

## Înțelepciunea tradițională
Sustenabilitatea a condus la o revizure a modului în care privim arhitectura tradițională sau vernaculară. În loc să privim arhitectura ca fiind „ciudată”, „pitorească”, „retrogradă” sau „primitivă”, acum înțelegem că are ceva să ne învețe, că arhitectura locală s-a dezvoltat datorită numeroselor procese și încercări eronate cu fenomenele naturale și ar trebui respectată ca un depozit de înțelepciune.

## Schimbarea instituțională
Acum responsabilitatea arhitectului se extinde dincolo de proiectarea clădirilor la schimbarea de politică. Un exemplu ar fi proiectul Băncii Grameen – Muhamed Yums – în Bangladesh care a furnizat site-uri și servicii debitorilor într-o schemă de microcredite, ce a fost reprodusă peste tot în lume.

## Tehnologia
Unul dintre cele mai importante elemente ale mișcării sustenabile a fost noua atitudine cu privire la tehnologie, atitudine care a fost încurajată. Există astăzi o dezbatere în creștere cu privire la modul optim de a aborda degradarea mediului. Tehnologia corespunzătoare bazată pe cartea lui E.F. Schumacher „Small is beautiful” propune soluții modeste cu privire la problemele de mediu, susținând că soluțiile tehnologiei de vârf („high-tech”) doar produc mai multe probleme și epuizează resursele. Susținătorii tehnolgiei de vârf, pe de altă parte continuă să creadă că toate problemele pot fi rezolvate prin știință.

## Vezi și
- Indicele de Dezvoltare Durabilă al Societății
- Dezvoltare durabilă